# Nerviens
 (avril 2010).
Améliorez-le ou discutez des points à vérifier. 
Les Nerviens, en latin Nervii, sont un des peuples du Nord de la Gaule, région située entre la Seine et le Rhin que les Romains, notamment César dans la guerre des Gaules, nomment « Belgica » (et ses habitants Belgae), et où ils instituent sous le règne d'Auguste la province de Gaule belgique (chef-lieu : Reims).
Dans l'Empire romain, les Nerviens sont une des soixante cités (civitates) des Trois Gaules (Aquitaine, Lyonnaise, Belgique). Le chef-lieu de cette cité est Bagacum (aujourd'hui Bavay, dans le département du Nord), ville située à l'est de l'Escaut qui sépare les Nerviens des Ménapiens (chef-lieu : Cassel, puis Tournai) et des Atrébates (Arras). 
Ces cités contrôlent une partie notable de la voie romaine reliant Amiens (Samarobriva) à Cologne (Colonia Claudia Ara Agrippinensium, chef-lieu de la Germanie inférieure). 

## Étymologie
En latin, Nervus et ses dérivés sont en rapport avec les muscles et les nerfs[pas clair].

## César et les Nerviens

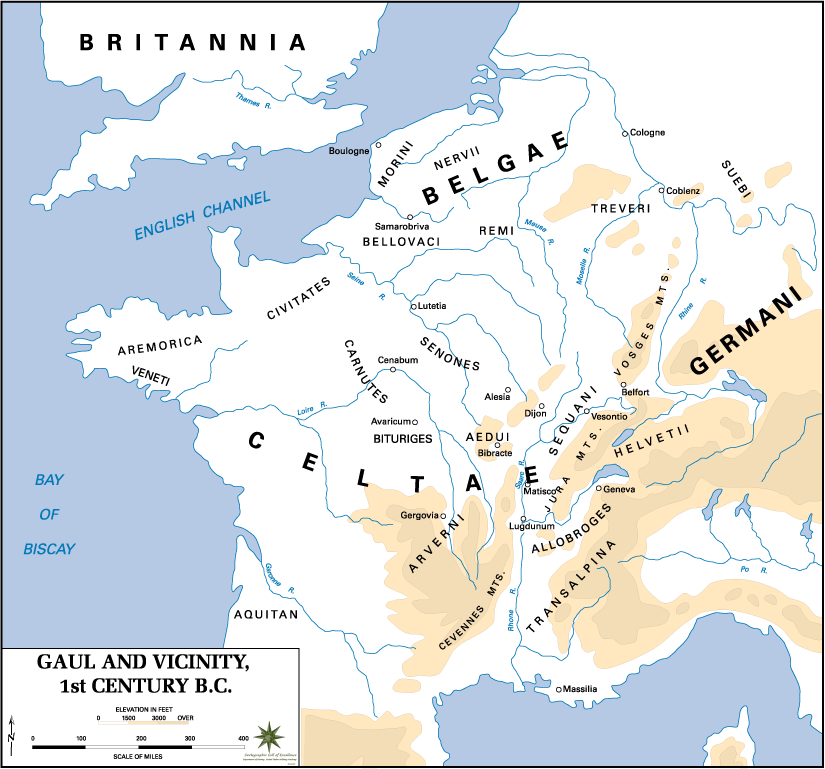
Situation des Nerviens au

Jules César commence son rapport (Commentaires sur la guerre des Gaules) en rappelant que la Gaule comprenait 3 parties (partes) : l'Aquitaine, la Celtique et la Belgique. Il ajoute que ces trois pays « se distinguent par leurs lois, us et coutumes et langues ». Cela eut néanmoins pour conséquence que des peuples non uniquement celtes furent intégrés à cette entité tripartite de « Gaule », dont les Nerviens, et qu'à l'inverse d'autres peuples celtes continentaux en furent exclus. Les Belges étaient considérés comme « les plus braves des trois [régions] » qui, selon César, constituaient « sa » Gaule. Ayant conquis tout le territoire entre les Pyrénées et le Rhin, César créa tout probablement la grande Gaule, n'ayant reçu de Rome qu'un mandat pour la Gaule elle-même[Quoi ?]. 
Jules César considère les Nerviens comme les plus farouches des Belges, eux-mêmes considérés comme les plus braves de toute la Gaule. Leur culture était spartiate : ils ne pouvaient consommer de boissons alcoolisées et rejetaient toute forme de luxe, pour conserver les idées claires et un esprit combatif. Ils étaient hostiles au commerce avec l'extérieur et aux marchands. Les archéologues ont cherché à définir le territoire des tribus belges en regardant les pièces de monnaie utilisées. Les Nerviens sont associés à un statère figurant un epsilon grec. Malgré les liens avec la culture de la Tène, César précise que les Nerviens n'avaient pas de cavalerie. Le réseau de haies mis en place pour protéger naturellement les parcelles agricoles contre le vent et l’érosion des sols rendait ce bocage difficile d'accès pour la cavalerie. À l'époque de César, la civitas était dirigée par 600 sénateurs.

## Origine «germanique»
On estime que les Belges sont arrivés dans le nord de la Gaule vers -300 venant de la moyenne vallée du Rhin et de la rive droite au nord du Main. Ils y ont supplanté des Gaulois. Au IIIe siècle av. J.-C., on peut identifier une série de pièces d’origine orientale[évasif] caractéristiques du milieu danubien pour les populations du « groupe de la Tène » (pièces métalliques découvertes à Leval-Trahegnies et à Solre-sur-Sambre). César mentionne un témoin gaulois selon lequel « les Belges du nord sont d'origine germanique ». Strabon mentionne explicitement l'origine germanique des Nerviens. Tacite a écrit que les Nerviens (et Trévires) « affectionnaient hautement leur origine germanique, disant que ce sang noble les séparait de toute similitude [avec les Gaulois] et de la paresse gauloise » ("Germania" par. 28).
« César leur demanda quelles étaient les cités qui avaient pris les armes, quelle était leur importance, leur puissance militaire ; il obtint les renseignements suivants : la plupart des Belges étaient d’origine germanique ; ils avaient, jadis, passé le Rhin, et s’étant arrêtés dans cette région à cause de sa fertilité, ils en avaient chassé les Gaulois qui l’occupaient ; c’était le seul peuple qui, du temps de nos pères, alors que les Cimbres et les Teutons ravageaient toute la Gaule, avait su leur interdire l’accès de son territoire ; il en était résulté que, pleins du souvenir de cet exploit, ils s’attribuaient beaucoup d’importance et avaient de grandes prétentions pour les choses de la guerre »
— César, Commentaires sur la Guerre des Gaules, Livre II, 4.
Cependant, le terme de « germanique » peut avoir eu une autre signification que celle qu'on lui prête aujourd'hui (d'ailleurs, le mot latin Gĕrmānicus est probablement d'étymologie celtique) et les auteurs antiques, d'origine méditerranéenne étaient assez peu capables[réf. nécessaire] de se faire une idée exacte de la nature précise des peuples qu'ils décrivent[réf. nécessaire], ils rapportent souvent des on-dit. En outre, le sens du mot latin germanus, dont il est dérivé, est double : il signifie d'une part "frère" et d'autre part "[originaire] de Germanie". Ainsi, « germanique » peut s'appliquer aux peuples celtes ayant migré de manière relativement récente vers l'ouest, mais tout de même « frères » et non pas à un groupe de langues bien distinct du celtique, au sens où on l'entend aujourd'hui. Le concept d'un groupe de langues germaniques différent du celtique est moderne, en français par exemple, le terme de langue germanicque est attesté pour la première fois chez Rabelais (Pantagruel, Chap. IX).
Tel est le cas des Volques par exemple, certaines sources antiques les qualifient de « germaniques », alors que leur nom même, les anthroponymes et la toponymie des régions qu'ils ont habité en font un peuple de langue indubitablement celtique. Leur nom même est considéré par les spécialistes comme l'étymologie du terme germanique (au sens moderne et linguistique du terme) *walχaz « étranger, Celte, Roman » (d'où adj. vieux haut allemand walh(a)isc, dial. welsch, vieil anglais Wælisċ, mod. Welsh, substantif Wales), ce qui est tout à fait significatif. C'est aussi le cas des Trévires, mentionnés avec les Nerviens par Tacite, dont le nom encore, les traces laissées dans l'anthroponymie, la toponymie et les théonymes en font également un peuple celtique. Difficile de concevoir en effet, qu'un peuple germanique (au sens contemporain du terme) se nomme lui-même avec un terme d'étymologie celtique treuori > Trévires, à moins que ce ne soit qu'un sobriquet donné par les Gaulois et repris par les Romains, ce qui reste à prouver, et dont les noms des dieux connus sont celtiques (par exemple Ritona). On peut imaginer un syncrétisme religieux, mais, alors, aucun nom de dieu propre à la mythologie germanique n'est attesté chez ce même peuple.

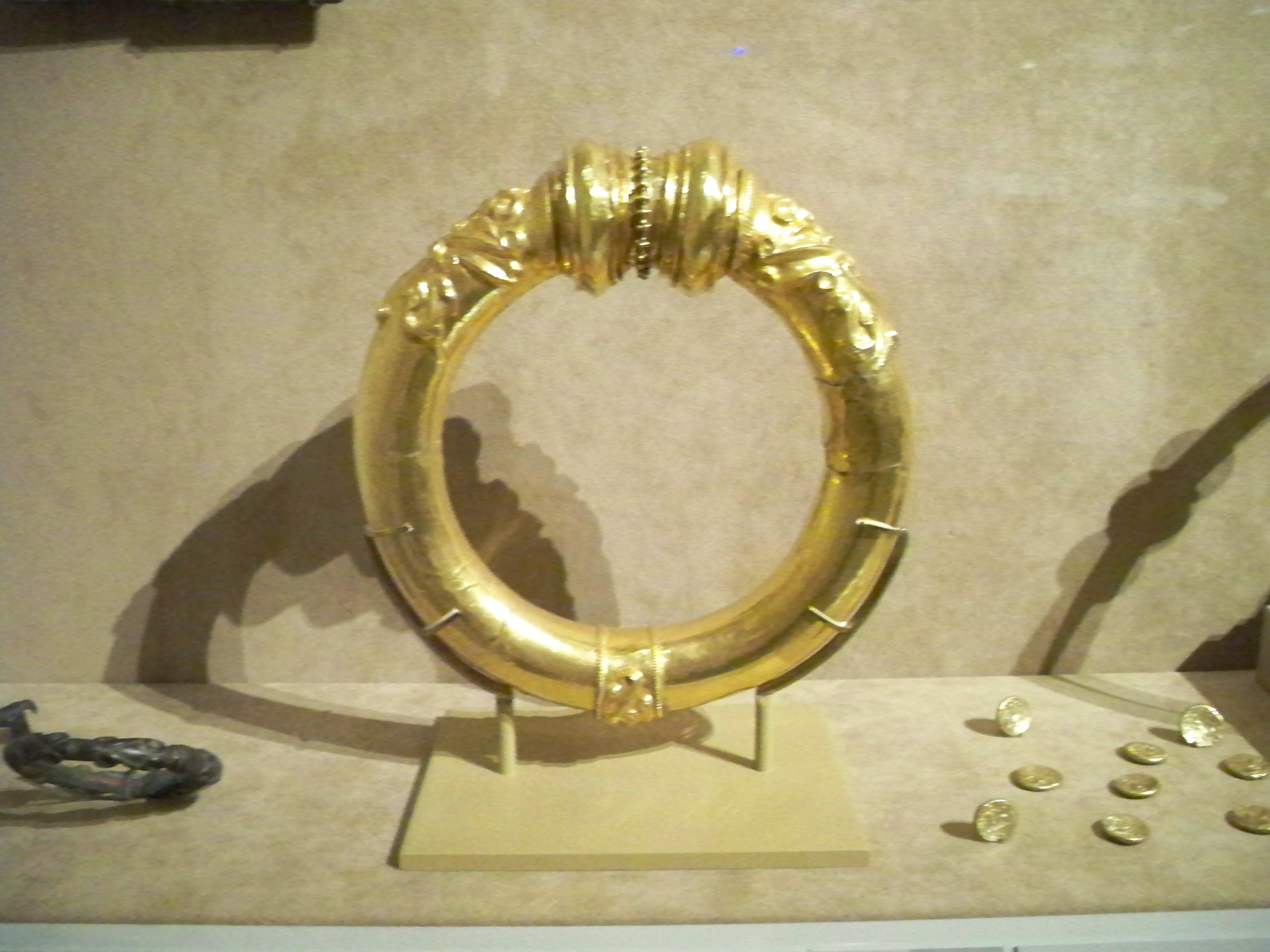
Trésor de Frasnes-lez-Buissenal, Metropolitan Museum of Art, New York

Cela semble être aussi le cas pour les Nerviens, dont le nom de l'oppidum principal Bagacum est typiquement celtique (d'un gaulois *bagos hêtre, suivi du suffixe -acum). En outre, on y a découvert une courte inscription dans cette langue, alors même que cette cité se romanisait, puisque l'on ne conserve aucune trace pré-romaine de Bagacum. Leur religion a aussi été analysée comme celtique. On y reconnaît par exemple Ésus ou Teutatès. Leurs deux principaux chefs connus portent aussi des noms celtiques : Vertico(n) (sur la racine uert- 'tourner' que l'on retrouve aussi  dans l'ethnonyme des Vertacomorii et le nom du vergobretos des Rèmes Vertiscos), leur autre chef réputé était Viros, nom attesté sur des monnaies d'or et de bronze attribuées aux Nerviens. Boduognatos signifie le « fils de la corneille ». La racine boduos / boduo- est sous la forme bodua, le nom d'une divinité guerrière que l'on retrouve dans la mythologie celtique irlandaise sous la forme Bodb (voir Morrigan). Le terme -gnatos / gnata signifie « fils/fille de ». Par contre, on ne relève, à l'ouest du Rhin, aucune trace onomastique ou religieuse ancienne de ce qu'on pourrait nommer « germanique » dans notre terminologie contemporaine. Le trésor de Frasnes, accidentellement déterré en 1864 près de Frasnes-lez-Buissenal, en Hainaut, contenait une cinquantaine de pièces associées aux Morins et aux Nerviens, ainsi que des torques en or typiquement gaulois, aujourd'hui exposés au Metropolitan Museum of Art à New-York. Un dépôt humain situé à Blicquy et daté au carbone 14 entre 200 av. J.-C. et 50 av. J.-C., évoque les pratiques rituelles celtiques. 
Alors comment expliquer la mention de César, selon laquelle la langue des Belges est différente ? Il se peut qu'il ait fait une erreur[réf. nécessaire], car ni lui ni son entourage ne maîtrisait ni le celtique, ni le germanique, ou encore qu'il ait voulu donner une consistance géographique et culturelle à une vision purement politique de la situation dans la région[réf. nécessaire]. Autre chose aussi, certains philologues évoquent la possible existence d'un autre idiome indo-européen dans la région, voire d'une autre culture au sein du bloc du Nord-Ouest. Cependant, Jean Loicq préfère parler de « paléo-rhénan », une forme archaïque de celtique.

## Géographie

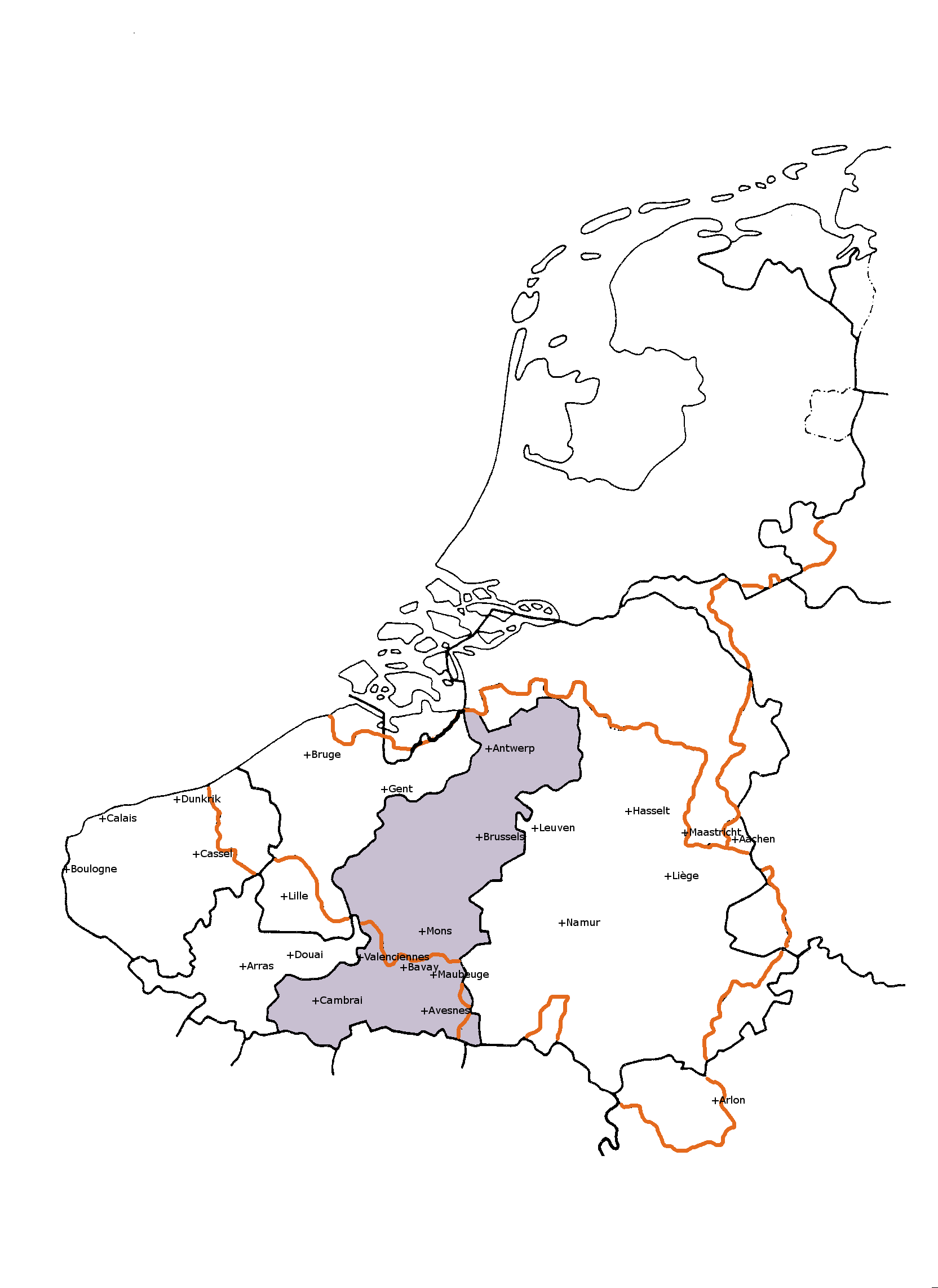
On estime que le territoire du diocèse de Cambrai du Moyen Âge correspond à celui de la Civitas Nerviorum.

Le territoire nervien comprenait les provinces modernes belges du Hainaut, du Brabant (wallon et flamand), plus au nord, la province d'Anvers ainsi qu'en France le Sud et l'Est du département du Nord, le Hainaut français où se trouve l'actuelle Bavay. Le territoire nervien comprenait une série d'oppida celtiques : Flaumont-Waudrechies et Estrun, Asse, Elewijt, Binche et Blicquy. La vallée de la Haine semble correspondre au centre de leur territoire, tandis que la Sambre et l’Escaut constituent des axes majeurs de peuplement. Au contraire, le nord du plateau brabançon et le Cambrésis semblent étrangers aux Nerviens de l’âge du Fer. La partie la plus peuplée du territoire se situait au sud à proximité de la Sambre. Leurs voisins sont incertains. Au nord, les berges du Rhin étaient tenues par les Bataves (germaniques) (Selon Tacite & Strabon) ; au nord-ouest, séparés par l'Escaut, les Ménapiens et à l'ouest les Morins (celtiques); à l'est les Éburons  (celtiques)[réf. nécessaire]; au nord-est très probablement les Aduatuques (germaniques)[réf. nécessaire] ; au sud-est les Rèmes (celtiques) et les Viromanduens (celtiques) au sud; au sud-ouest les Atrébates. César signale des haies bien maintenues, ce qui laisse penser que le paysage était peut-être similaire au bocage, tel qu'on le trouve de nos jours dans l'Avesnois (dont fait partie Bavay) et à l'ouest de la France. Le Pays des Collines qui regroupe les communes de Flobecq, Ellezelles, Frasnes-lez-Anvaing, Mont-de-l'Enclus, ainsi que trois villages d’Ath : Ostiches, Houtaing et Mainvault, constitue une autre région de bosquets et de bocages. Une région du Brabant située à l'est de Louvain s'appelle d'ailleurs encore de nos jours le Hageland - le pays des haies. Selon César, les Nerviens ne consommaient pas de vin. Cela n'empêche pas qu'ils aient eu une consommation alcoolisée régulière, à l'instar de l'hydromel ou de la cervoise[réf. nécessaire]. Les sources archéologiques[réf. nécessaire] montrent bien l'absence d'amphores vinaires dans le territoire nervien d'avant-conquête alors qu'il existe des récipients particuliers qui ont dû contenir de l'alcool.

## Peuples clients

### Liste
Selon Jules César, les Nerviens comptaient plusieurs peuples clients, probablement installés dans la région avant l'arrivée des Belges : 
- Ceutrons (peuple celte de Belgique) (à ne pas assimiler aux Ceutrons des Alpes)
- Geidumnes
- Grudii
- Lévaques
- Pleumoxii

### Lévaques
(janvier 2023).
Les Lévaques (latinisé en Leuaci) étaient un peuple celte de Gaule (Gaule belgique selon la géographie des Romains), client des puissants Nerviens,.
Les Lévaques ne nous sont connus que par une mention de Jules César, dans ses Commentaires sur la guerre des Gaules, où ils apparaissent aux côtés des Ceutrons, des Grudii, des Pleumoxii et des Geidumnes, comme « vassaux » de leurs voisins Nerviens.
« Ils [les Nerviens] s’empressent donc d’envoyer des messagers aux Centrons, aux Grudii, aux Lévaques, aux Pleumoxii, aux Geidumnes, toutes tribus qui sont sous leur dépendance ; ils réunissent le plus de troupes qu’ils peuvent et à l’improviste se jettent sur le camp de Cicéron, avant que la nouvelle de la mort de Titurius lui soit parvenue. Lui aussi, il lui arriva - ce qui était inévitable - qu’un certain nombre de soldats, qui s’étaient éloignés pour aller dans les forêts chercher du bois de chauffage et du bois de charpente pour la fortification, furent surpris par l’arrivée soudaine de la cavalerie. On les enveloppe, et en masse Eburons, Nerviens, Atuatuques, ainsi que les alliés et clients de tous ces peuples, commencent l’attaque de la légion. Les nôtres vivement courent aux armes, montent au retranchement. Ce fut une rude journée : les ennemis plaçaient tout leur espoir dans une action prompte et, ayant été une fois vainqueurs, ils croyaient qu’ils devaient l’être toujours. »
— Jules César, Commentaires sur la Guerre des Gaules, Livre V, chapitre 39.

## La guerre contre César
En -57, César marche contre les Belges. Au cours d'une assemblée commune (ce qui montre l'unité de ces peuples), ils décident de faire front sous la direction des Suessions en levant une armée de 300 000 hommes, dont 50 000 Nerviens. 
César entre chez les Suessions et défait les Belges à la bataille de l'Aisne, puis prend Noviodunum, l'oppidum principal des Suessions, qui se soumettent. Il part immédiatement vers l'ouest, chez les Bellovaques, le peuple le plus puissant et prend l'un de leurs oppida, Bratuspantium. Ils se soumettent à leur tour. César remonte au nord et les Ambiens se soumettent. Il part alors vers l'est, pour combattre les Nerviens.
Alliés aux Atrébates (15 000 hommes) et aux Viromanduens (10 000 hommes), avec à leur tête Boduognatos, les Nerviens battent presque Jules César à la bataille du Sabis. Cette bataille se déroule sur les bords de la rivière Sabis (localisation discutée en rapport à l'étymologie du nom : la Sambre ou la Selle). Les Belges attaquent l'armée de César alors qu'elle bâtit un camp. L'armée romaine, surprise, est vite encerclée. La tactique échoue quand le légat Titus Labienus attaquant le camp gaulois, se rend compte du danger et encercle les Nerviens.
Les Nerviens finirent par demander l'armistice. Selon César, la situation était telle que leur armée de 60 000 hommes fut réduite à 500 et leurs 600 sénateurs à 3. Jules César leur accorda la paix demandée et ordonna à leurs voisins de ne leur montrer aucune rancœur.
Cependant, les Nerviens ont rejoint les Eburons dans leur lutte contre César en -54, en assiégeant le camp d'hivernage de Q. Cicéron sur le territoire Nervien. Les Nerviens convoquèrent rapidement les forces de plusieurs tribus sous leur gouvernement, Centrones, Grudii, Levaci, Pleumoxii, et Geiduni. Un esclave nervien de Cicéron nommé Vertico parvient à traverser les lignes ennemies pour prévenir César. La coalition des Éburons, Aduatuques et Nerviens est battue par César, venu à la rescousse. Les Nerviens auraient encore fourni 5 000 hommes à l'armée de secours de Vercingétorix à Alésia.

## Extraits de la guerre des Gaules
« Il (César) marcha contre les Ambiens, qui mirent aussitôt leurs personnes et leurs biens à sa discrétion. Au territoire de ces derniers touchait celui des Nerviens. César s'informa du caractère et des mœurs de ce peuple, et apprit que chez eux tout accès était interdit aux marchands étrangers ; qu'ils proscrivaient l'usage du vin et des autres superfluités, les regardant comme propres à énerver leurs âmes et à amollir le courage ; Que c'était des hommes barbares et intrépides ; qu'ils accusaient amèrement les autres Belges de s'être donnés au peuple romain et d'avoir dégénéré de la valeur de leurs pères ; qu'ils avaient résolu de n'envoyer aucun député, et de n'accepter aucune proposition de paix. »
« Après cette bataille, où la race et le nom des Nerviens furent presque entièrement anéantis, les vieillards, que nous avons dit s'être retirés au milieu des marais avec les enfants et les femmes, instruits de ce désastre, ne voyant plus d'obstacles pour les vainqueurs ni de sûreté pour les vaincus, sur l'avis unanime de ceux qui survécurent à la bataille, envoyèrent des députés à César et se rendirent à lui. Rappelant le malheur de leur pays, ils dirent que le nombre de leurs sénateurs se trouvait réduit de six cents à trois seulement, et que de soixante mille hommes en état de porter les armes, il en restait à peine cinq cents. César voulut user de clémence envers ces infortunés suppliants, pourvut soigneusement à leur conservation, leur rendit leur territoire et leurs villes, et enjoignit aux peuples voisins de ne se permettre envers eux et de ne souffrir qu'il leur fût fait aucun outrage ni aucun mal. »

## Époque romaine
Après leur intégration à l'Empire romain, les Nerviens ont servi dans l'armée romaine. Ils furent rassemblés dans des cohortes nerviennes. Ces cohortes servaient le long du Rhin et le long du mur d'Hadrien en (Grande) Bretagne. Selon Tacite, c'étaient des troupes d'élite. Entre 12 et 9 avant Jésus-Christ, des troupes nerviennes participent à la campagne de Germanie de Nero Claudius Drusus, sous les ordres des chefs nerviens, Senectius et Anectius. Dans les années 70 de notre ère, des troupes nerviennes sont chargées de combattre la révolte des Bataves menée par Caius Julius Civilis mais la nation se rallie un temps aux révoltés. 
La naissance du Civitas Nerviorum, après la conquête, résulte de la réorganisation du territoire par Auguste (sans doute entre -16 et -13). La capitale administrative de la civitas fut fondée à Bagacum ou Bavacum (Bavay). Au Bas-Empire romain, après une descente dévastatrice des Germains sur Bavacum, le chef-lieu administratif Romain fut transféré à Cambrai (Camaracum), au cœur de la région agricole la plus riche, mais nettement plus au sud, en pays gaulois.

## Dans la culture populaire

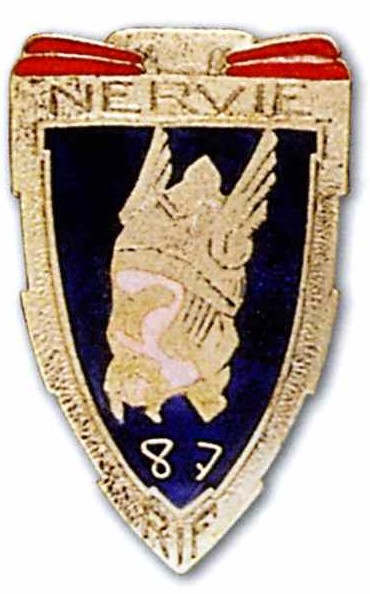
Insigne du 87e régiment d'infanterie

- Les Nerviens sont représentés dans le jeu vidéo Total War : Rome II

- L'insigne du 87e régiment d'infanterie de l'armée française représente un guerrier nervien.

- Le groupe Nervia est un cercle artistique qui soutient de jeunes artistes hennuyers de qualité.